# NGC 3414
NGC 3414 is een lensvormig sterrenstelsel in het sterrenbeeld Kleine Leeuw. Het hemelobject werd op 11 april 1785 ontdekt door de Duits-Britse astronoom William Herschel.

## Synoniemen
- UGC 5959
- MCG 5-26-21
- ZWG 155.29
- Arp 162
- PRC C-35
- PGC 32533